# Antonio Soler (musiker)
Antonio Francisco Javier José Soler Ramos, även känd som Padre Antonio Soler, döpt 3 december 1729, död 20 december 1783, var en spansk kompositör vars verk sträckte sig över den sena barocken och den tidiga wienklassicismen. Han är mest känd för sina pianosonater, samt sina verk för cembalo, fortepiano och orgel.

## Karriär
Soler föddes i Olot i provinsen Girona, Katalonien. År 1736, när han var sex år gammal, blev han antagen till gosskören L'Escolania i benediktinerklostret Santa Maria de Montserrat, där han studerade med maestro Benito Esteve och organisten Benito Valls. År 1744 blev han utsedd till organist i katedralen i La Seu d'Urgell. Under sin kommande karriär arbetade han även som kapellmästare i Lleida och El Escorial. År 1762 publicerade Soler sitt stora musikteoretiska verk Llave de la modulación, som han senare var tvungen att försvara mot angrepp från andra musiker.

## Verk
Solers mest uppskattade verk är hans klaversonater, jämförbara med de komponerade av den mer välkände Domenico Scarlatti. Solers sonater blev katalogiserade i början av 1900-talet av Fr. Samuel Rubio.
Soler komponerade också konserter, kvintetter för orgel och stråkinstrument, motetter, mässor och stycken för soloorgel.

## Urval av inspelningar
- Inspelningar Solers kompositioner
  - Soler: 8 Sonatas, Fandango. Framförd av cembalist Nicolau de Figueiredo. Passacaille 943
  - Soler: Fandango, 9 Sonatas. Framförd av cembalist Scott Ross. Erato
  - Soler: Fandango & Sonatas. Framförd av cembalist David Schrader. Cedille 004
  - Soler: Harpsichord Sonatas, vol. II. Framförd av cembalist David Schrader. Cedille 009
  - Soler: Sonatas. Framförd av pianist Elena Riu. Ensayo 9818
  - Soler: Complete Harpsichord Works.  Framförd av Bob van Asperen (12 skivor). Astrée
  - Soler: Sonatas para piano. Framförd av pianist Alicia de Larrocha. EMI CLASSICS
  - Soler: Los 6 Quintetos para clave y cuerda. Framförd av cembalist Genoveva Gálvez och stråkkvartetten Agrupación Nacional de Música de Cámara. EMI CLASSICS
  - Soler: Sonatas for Harpsichord. Framförd av Gilbert Rowland. Naxos Records.
  - Soler: Six Concertos for Two Keyboard Instruments.  Framförd av Kenneth Gilbert och Trevor Pinnock. Archiv Produktion 453171-2
  - Soler: Six Concertos for Two Organs. Framförd av Mathot och Koopman.  Warner WEA/Atlantic/Erato ZK45741
  - Soler: Six Concertos for Two Organs. Framförd av E. Power Biggs och Daniel Pinkham. Columbia Masterworks Stereo MS 6208
  - Soler: 19 Sonatas. Framförd av Anna Malikova. Classical Records CR-049
  - Soler: Keyboard Sonatas and the "Fandango". Framförd av Maggie Cole. Virgin Classics
  - The Emperor's Fanfare. Framförd av organist Michael Murray.